# Rajko Mitić
Rajko Mitić (19. listopadu 1922 Bela Palanka – 29. března 2008 Bělehrad) byl jugoslávský fotbalista a trenér. Hrál na pozici záložníka či útočníka. Jugoslávii reprezentoval v 59 zápasech (z toho ve 34 utkáních jako kapitán) a vstřelil 32 gólů. Získal dvě stříbra na olympijských hrách (1948, 1952) Je to jedna z největších legend CZ Bělehrad. V CZ Bělehrad hrál v letech 1945-1958 a poté jí ještě v letech 1960-1966 trénoval. Celkem za Zvezdu odehrál 572 zápasů, v nichž dal 262 branek. V letech 1966-1970 trénoval jugoslávskou reprezentaci a dosáhl s ní na stříbrnou medaili na mistrovství Evropy v roce 1968. Zemřel 29. března 2008 ve věku 85 let v Bělehradě. Roku 2014 (6 let po jeho smrti) byl Stadion Crvena Zvezda oficiálně pojmenován po něm (Stadion Rajko Mitiće).